# Irma McClaurin
 (juin 2025).
Irma P. McClaurin est une poétesse, anthropologue, universitaire et consultante en leadership américaine. Première femme présidente de l’Université Shaw, elle aborde ses diverses activités en tant que féministe antiraciste et contre la discrimination classiste, et est l’autrice et/ou l'éditrice de plusieurs livres sur des sujets tels que l'anthropologie féministe, la culture du Belize, le féminisme noir, l’histoire africaine-américaine ou encore sa propre poésie.